# Lithogenes villosus
Lithogenes villosus és una espècie de peix de la família dels loricàrids i de l'ordre dels siluriformes.

## Morfologia
- Els mascles poden assolir 4,4 cm de longitud total.[3][4]

## Hàbitat
És un peix d'aigua dolça i de clima tropical.

## Distribució geogràfica
Es troba a Sud-amèrica: riu Potaro (Guaiana).